# کان‌آمی
کان‌آمی (انگلیسی: Kan'ami; ۱ ژانویهٔ ۱۳۳۳ – ۸ ژوئن ۱۳۸۴) بازیگر، نمایشنامه‌نویس، بازیگر تئاتر، و موسیقی‌دان اهل ژاپن بود.